# Heinz Robert Schlette
Heinz Robert Schlette (* 28. Juli 1931 in Wesel) ist ein deutscher Philosoph und Theologe.

## Leben und Werk
Heinz Robert Schlette wurde 1931 in Wesel am Niederrhein geboren. Er wurde an der Universität München in den Fächern Katholische Theologie (1959) zum Dr. theol. und Philosophie (1961) zum Dr. phil. promoviert. 1962 erhielt er eine Professur für Philosophie an der Pädagogischen Hochschule Bonn, die 1965 zur Pädagogischen Hochschule Rheinland, Abt. Bonn wurde. 1964 habilitierte er sich an der Universität Saarbrücken im Fach Philosophie.
Nach der Integration der Pädagogischen Hochschule in die Universität Bonn war Schlette von 1980 bis zu seiner Emeritierung im Jahr 1996 dort an der Pädagogischen Fakultät tätig. Ab 1990 gehörte er der Philosophischen Fakultät an, nachdem die Pädagogische Fakultät aufgelöst wurde. 

Schlettes Forschungsschwerpunkte umfassen Philosophie, Theologie, Politik und Kultur. Ein besonderer Fokus seiner Arbeit liegt auf dem Werk von Albert Camus, zu dem er zahlreiche Publikationen veröffentlichte. Er gilt als bedeutender Vertreter der deutschen Camus-Forschung. In einer Festschrift zu seinem 80. Geburtstag im Jahr 2011 hieß es: 

„Besondere Verdienste erwarb er sich als renommierter Kenner der französischen Philosophie. Seine Arbeiten zu Albert Camus und Simone Weil sind wegweisend. Er war auch der Erste, der in Deutschland auf das Werk von Emil Cioran aufmerksam machte. Seine umfangreichen Veröffentlichungen […] zeigen […] ihn als kritisch-engagierten Zeitgenossen. Seine religionsphilosophischen Arbeiten harren weithin noch einer nachhaltigen theologischen Rezeption.“

2018 übereignete Schlette seine über 300 Werke umfassende Bibliothek der 2014 in Aachen gegründeten Albert-Camus-Gesellschaft.
Heinz Robert Schlette war seit 1960 mit Ruth Antonie geb. Weiß (1933–2024) verheiratet und hat zwei Töchter: Sophia und Felicitas.

## Schriften (Auswahl)
- Die Lehre von der geistlichen Kommunion bei Bonaventura, Albert dem Großen und Thomas von Aquin. München 1959 (Theol. Diss.).
- Die Nichtigkeit der Welt. Der philosophische Horizont des Hugo von St. Viktor. München 1961 (Philos. Diss.).
- Die Religionen als Thema der Theologie. Freiburg 1963.
- Das Eine und das Andere. Studien zur Problematik des Negativen in der Metaphysik Plotins. München 1966 (Philos. Habilitationsschrift).
- Epiphanie als Geschichte. Ein Versuch. München 1966 (französisch 1969, italienisch 1969, englisch 1969).
- Aporie und Glaube, München 1970.
- Skeptische Religionsphilosophie. Freiburg 1972.
- Albert Camus. Welt und Revolte. Freiburg/München 1980.
- Glaube und Distanz. Düsseldorf 1981.
- Kleine Metaphysik. Frankfurt 1990.
- Konkrete Humanität. Studien zur Praktischen Philosophie und Religionsphilosophie. Aus Anlass des 60. Geburtstages herausgegeben von Johannes Brosseder, Nikolaus Klein und Erika Weinzierl. Frankfurt 1991.
- Weltseele. Geschichte und Hermeneutik. Frankfurt 1993.
- „Der Sinn der Geschichte von morgen“. Albert Camus’ Hoffnung. Frankfurt 1995.
- Die Verschiedenheit der Wege. Schriften zur „Theologie der Religionen“ (1959–2006). Bonn 2009.
- Elend, Blume und Stern. Kleine Schriften zur Kultur. Königswinter 2010.
- Notwendige Verneinungen. Auf der Suche nach Gültigem. Königswinter 2011.
- Existenz im Zwielicht. Notierungen in philosophischer Absicht (1965–1999). Berlin 2014.
- Albert Camus und die Juden mit einem Blick auf „die Griechen“. Bonn 2018.